# Small Luxury Hotels of The World

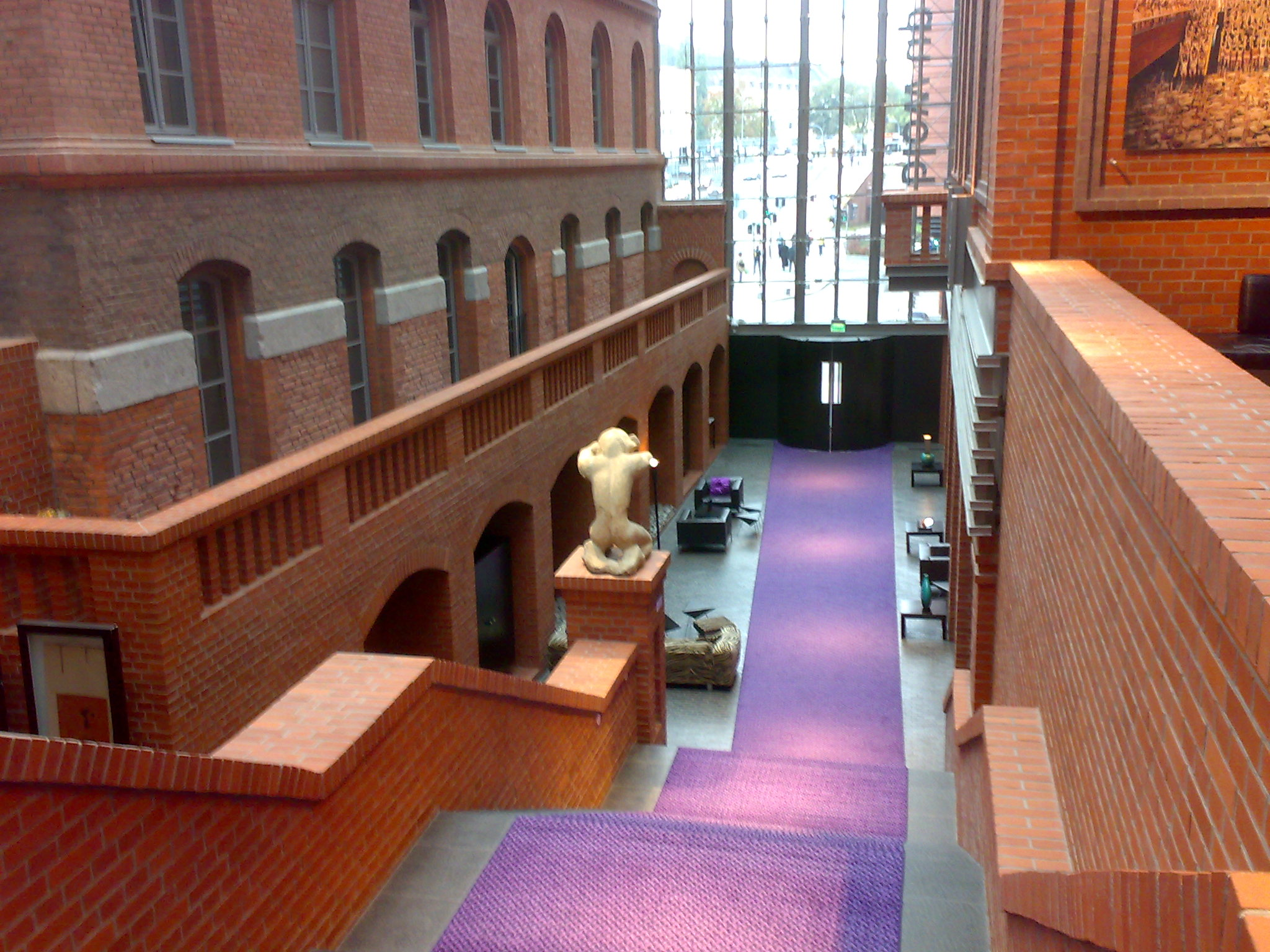
Blow Up Hall (Poznań)

Small Luxury Hotels of The World (SLH) – luksusowa organizacja zrzeszająca niewielkie, ale prestiżowe hotele. W sieci ofert SLH znajduje się około 480 hoteli w 70 krajach świata. W Polsce są to następujące obiekty:
- Blow Up Hall 50 50 (Poznań)
- Granary la Suite (Wrocław)
- Dwór Oliwski (Gdańsk)

Organizacja posiada własny interfejs rezerwacyjny na stronie internetowej, zapewnia uczestniczącym hotelom szkolenie kadr i międzynarodową promocję w formie papierowej (katalogi), internetowej i bezpośredniej (targi).